# Abduction
Abduction (bra: Sem Saída; prt: Identidade Secreta) é um filme de suspense de ação estadunidense de 2011 dirigido por John Singleton e estrelado por Taylor Lautner, Lily Collins, Sigourney Weaver, Maria Bello, Jason Isaacs, Michael Nyqvist, e Alfred Molina. O filme é sobre um adolescente que descobre que o pai e a mãe, que ele conviveu durante toda a sua juventude, não são seus verdadeiros pais, quando ele vê sua foto de bebê em um site de pessoas desaparecidas. O filme foi lançado pela Lionsgate Films em 23 de setembro de 2011. Foi a primeira vez que Singleton dirigiu um filme com atores brancos, em contraste com os primeiros filmes que ele fez estrelado por atores negros.

## Sinopse
O adolescente Nathan Harper (Taylor Lautner) descobre que não é filho legítimo de seus pais. Querendo respostas, ele parte em busca de sua identidade e passa por muitas situações de risco, pois a CIA está atrás dele.

## Elenco
- Taylor Lautner como Nathan Steven Harper/Price
- Lily Collins como Karen Murphy
- Alfred Molina como Frank Burton
- Jason Isaacs como Kevin Harper
- Maria Bello como Mara Harper
- Sigourney Weaver como Dr. Geraldine "Geri" Bennett
- Michael Nyqvist como Nikola Kozlow
- Dermot Mulroney como Martin Price
- Elisabeth Röhm como Lorna Price
- Aunjanue Ellis como Francheska
- Antonique Smith como Sandra Burns

## Produção

### Desenvolvimento
Lionsgate Films comprou roteiro de especulação do roteirista Shawn Christensen para Abduction em fevereiro de 2010, com o ator Taylor Lautner ligado ao filme. O estúdio ganhou uma guerra de lances para o roteiro, para adquiri-lo por $1 milhão. Gotham Group e Vertigo Entertainment desenvolveram o roteiro, baseado em uma ideia da história de Gotham por Jeremy Sino.
Lionsgate correram para começar a filmagem principal em julho, devido à agenda de Lautner para começar a trabalhar sobre os dois últimos filmes de Crepúsculo para Summit Entertainment. Escritor Jeffrey Nachmanoff foi contratado para trabalhar no roteiro, e John Singleton assinou contrato para dirigir em março. Ellen Goldsmith-Vein, Lee Stollman, Roy Lee, e Doug Davison produzem o filme, e Jeremy Bell e Gabriel Mason na produção executiva. O pai de Lautner, Dan Lautner, também produziu, o primeiro filme de sua gravadora Tailor Made Entertainment.

### Filmagens
Com um orçamento de $35 milhões, filmagem principal começou em 12 de julho de 2010, em área de Pittsburgh, Pensilvânia. Lionsgate voltou para a região, devido aos benefícios fiscais do programa de crédito fiscal da Pensilvânia, depois de filmar My Bloody Valentine 3D, Warrior, e The Next Three Days em 2008 e 2009. Um casting aberto para extras foram realizadas na Universidade Carnegie Mellon atraiu mais de 900 pessoas em junho, muitos dos quais eram fãs adolescentes da série de filmes Crepúsculo.
Muitas cenas do filme foram filmadas no subúrbio de Mount Lebanon, e alguns outros em Forward Township. Cenas foram filmadas em Hampton High School, em Hampton Township, um subúrbio ao norte de Pittsburgh. Nome e mascote da escola, o Talbot, apareceu no filme, assim como os estudantes reais, cheerleaders, e a banda. A produção continuou em Pittsburgh, Mount Lebanon, Greensburg e Hampton Township, e durou até setembro de 2010.

## Trilha sonora
1. Train – "To Be Loved"
2. Lenny Kravitz – "Come On Get It"
3. Raphael Saadiq – "Heart Attack"
4. Oh Land – "Twist"
5. Hot Bodies in Motion – "Under My Skin"
6. Black Stone Cherry – "Blame It on the Boom Boom"
7. Blaqk Audio – "The Witness"
8. Cobra Starship – "#1Nite (One Night)"
9. Alexis Jordan – "Good Girl"
10. Matthew Koma – "Novocaine Lips"
11. Superstar Shyra – "DJ Love Song"
12. Donora – "The Chorus"
13. Andrew Allen – "Loving You Tonight"
14. Bryan Ferry – "Slave to Love"

## Recepção

### Resposta da crítica
Abduction foi amplamente criticado pelos críticos de cinema. Rotten Tomatoes relata que 4% de 102 críticos têm dado para Abduction uma crítica positiva, com uma classificação média de 3,3 em 10. Consenso do site é "um sem alma e incompetente ação/suspense que nem mesmo uma vantagem de um veterano ator poderia salvar, muito menos Taylor Lautner". Metacritic, que atribui uma pontuação média ponderada de 100 a opiniões de críticos convencionais, que dá ao filme uma pontuação de 25 com base em 20 comentários.
Kyle Smith, do New York Post disse que "rapto real pode ser preferível para o filme de mesmo nome, mas somente se os seqüestradores não torturá-lo por forçá-lo a vê-lo", acrescentando que Lautner "tem as costeletas de atuação de Beto da Vila Sésamo". R. Kurt Oselund de Slate Magazine também criticou Lautner, dizendo que ele "não pode carregar um filme mais do que Abigail Breslin pode transportar uma geladeira". James Berardinelli deu ao filme um em cada quatro estrelas, dizendo: "Para aqueles que são indiferentes a Lautner ou que não gostam dele, a única maneira de sobreviver a Abduction é estar sob a influência de uma substância controlada, e mesmo assim pode não ser suficiente". Catherine Brown de Filmink também deu ao filme uma crítica contundente, dizendo que "Singleton está mal equipado para lidar com angústia adolescente, fato fez muito pior pelo diálogo digno encolher e um homem levando madeira que prova que ele ainda não desenvolveu as habilidades necessárias para realizar um filme".
Uma análise menos crítica veio de Owen Gleiberman da Entertainment Weekly, que deu ao filme um C, comentando que Lautner não é "um terrível ator, mas se ele quer uma carreira após os fades de Crepúsculo, ele vai escolher melhores filmes." Da mesma forma, Roger Moore do Chicago Tribune deu ao filme dois de quatro estrelas, dizendo que "cai na mesma esquina do mercado da juventude como os filmes de Crepúsculo. Alguns momentos e muitas falas fazem sentir plágio daquela série". Andrew Barker, do Variety, chamou o filme de "uma abatidamente repetição imitação de Bourne Identity, nunca elevando-se acima do nível de competência básica".

### Bilheteria
Depois de uma abertura inesperadamente fraca, o filme se tornou um sucesso moderado de bilheteria. Abduction só arrecadou $28 milhões no mercado interno, mas fez um pouco melhor em todo o mundo, com mais de $54 milhões a um total de $82 milhões mundialmente.

### Prêmios
Taylor Lautner foi indicado para o prêmio Framboesa de Ouro de Pior Ator por seu papel neste filme (também para The Twilight Saga: Breaking Dawn - Part 1), mas perdeu ambos para Adam Sandler por Jack and Jill e Just Go with It. O filme recebeu duas nomeações para Teen Choice Awards para Choice Action Movie e Choice Action Actor para Taylor Lautner e, posteriormente, ganhou ambos.

## Home media
Abduction foi lançado na América do Norte em DVD e Blu-ray em 27 de janeiro de 2012.